# Alec Lovelace
Alec Lovelace (* 1907; † 1981) war ein britischer Kolonialpolitiker, Oberst, Administrator von Antigua und Barbuda sowie letzter Administrator von Dominica.

## Biografie
1954 wurde Lovelace als Nachfolger von Richard St. John Ormerod Wayne Administrator von Antigua und Barbuda und behielt dieses Amt bis zum 3. Oktober 1958. In diesem Amt trug er zur Entwicklung der Inseln bei, indem er beispielsweise im Juli 1956 ein Abkommen über Geldüberweisungen mit Kanada unterzeichnete.
Im Anschluss daran erfolgte 1959 im Range eines Obersts (Colonel) seine Berufung zum Administrator von Dominica. Als solcher war er bis März 1967 der letzte Amtsinhaber, ehe mit Geoffrey Colin Guy der erste Gouverneur von Dominica bestellt wurde. Während seiner Amtszeit entwarf er zusammen mit dem ersten Chefminister von Dominica, Franklin A. Baron, sowie seiner Ehefrau 1960 das Wappen Dominicas.